# Désiré Paternoster
Désiré Louis François Paternoster (ur. 21 stycznia 1887 w Sint-Kruis – zm. 8 kwietnia 1952 w Brukseli) – belgijski piłkarz grający na pozycji napastnika. Był reprezentantem Belgii.

## Kariera klubowa
Swoją karierę piłkarską Paternoster rozpoczął w klubie FC Brugeois. W sezonie 1901/1902 zadebiutował w jego barwach w pierwszej lidze belgijskiej i grał w nim do końca sezonu 1904/1905. W latach 1905–1908 występował w FC Yprois, a w 1908 wrócił do FC Brugeois, z którym w sezonach 1909/1910 i 1910/1911 wywalczył dwa wicemistrzostwa Belgii. W latach 1911–1913 grał w Racingu Club, w którym zakończył karierę. W sezonie 1911/1912 zdobył z nim Puchar Belgii.

## Kariera reprezentacyjna
W reprezentacji Belgii Paternoster zadebiutował 26 października 1908 w wygranym 2:1 towarzyskim meczu ze Szwecją, rozegranym w Uccle. Od 1908 do 1911 rozegrał w kadrze narodowej 9 meczów i strzelił 2 gole.